# Профсоюзное движение в Азербайджане
Профсоюзное движение в Азербайджане — независимые общественные неполитические организации, добровольно объединяющие по принципу индивидуального членства работников, занятых в производственной и непроизводственной сфере, а также пенсионеров и лиц, получающих образование, для защиты их трудовых, социальных, экономических прав и законных интересов по месту работы и профессиям.

## История
В 1920 году создан Азербайджанский Совет профессиональных союзов. Созданы профессиональные союзы по отраслям производства: железнодорожников, горнорабочих, союз работников просвещения, водников, текстильщиков, работников земли и леса и прочих специальностей.

## Общие положения
Профсоюзы, действующие в Азербайджане, в 1993 году объединились в учрежденную на съезде профсоюзов Конфедерацию профсоюзов Азербайджана (КПА). С 1992 года КПА представлены в Международной организации труда, с 2000 года является членом Международной конфедерации свободных профсоюзов. Число членов профсоюзов в этих отраслях превышает 1,2 млн человек.
Деятельность профессиональных союзов Азербайджана регулируется Конституцией Азербайджана, законом Азербайджана «О профессиональных союзах», принятым 24 февраля 1994 года.

## Права и обязанности профсоюзов
Пенсионеры, работники, лица, получающие образование, имеют право добровольно создавать по своему выбору и без предварительного разрешения профсоюзы, а также вступать в профсоюзы для защиты своих законных интересов, трудовых, социально-экономических прав и заниматься профсоюзной деятельностью.
Профсоюзы независимы в своей деятельности от государственных органов, учреждений, политических партий, общественных объединений и не подотчетны им. Запрещается вмешательство, способное воспрепятствовать осуществлению прав профсоюзов, за исключением случаев, предусмотренных Законом. Профсоюзы самостоятельно разрабатывают и утверждают свои уставы, программы деятельности, определяют структуры, избирают и отзывают руководящие органы, проводят собрания, конференции, пленумы, заседания, съезды и осуществляют свою деятельность на основе конституционных прав. Все профсоюзы, независимо от своего наименования и организационного устройства, пользуются равными правами.
Профсоюзам запрещается заниматься политической деятельностью, объединяться с политическими партиями или осуществлять совместную с ними деятельность, оказывать политическим партиям помощь. Председатели профсоюзных объединений или их заместители не могут одновременно состоять в руководящих органах политических партий. 
Профсоюзные объединения в соответствии со своими полномочиями принимают участие в подготовке планов и программ по специальной и экономической защите своих работников, по определению размеров компенсаций в зависимости от изменения основных критериев уровня жизни, коэффициента цен, участвуют в контроле за соблюдением установленного законодательством прожиточного минимума своевременным повышением в связи с ростом цен заработной платы, пенсий, стипендий и пособий.

## Конфедерация профсоюзов Азербайджана
Конфедерация Профсоюзов Азербайджана (КПА) — общественная неполитическая организация, объединяющая на добровольных началах 27 отраслевых профсоюзов и межотраслевое объединение профсоюзов Нахичеванской Автономной Республики. Членами КПА являются 17430 организаций. В КПА входит около 1 600 000 членов.
Конфедерация профсоюзов Азербайджана учреждена 6 февраля 1993 года на съезде профсоюзов Азербайджана..

### Съезды КПА
На декабрь 2023 года всего проведено шесть съездов КПА:
- I съезд — в 1998 году
- II съезд — 12 августа 2004 года[7]
- III съезд — 5 февраля 2008 года, Баку[7]
- IV съезд — 5 февраля 2013 года, Баку[8]
- V съезд — 5 февраля 2018 года, Баку[9]
- VI съезд — 20 декабря 2023 года, Баку. В съезде приняли участие 3 000 делегатов, по пять членов от каждой членской организации[10].

### Организации, подведомственные КПА
- Редакция газеты «Ульфах»
- Акционерное общество «Курорт»
- Республиканский совет по туризму и экскурсиям
- Учебно-методический и культурный центр профсоюзов
- Ассоциация спортивных организаций профсоюзов
- Азербайджанская академия труда и социальных отношений
- Республиканское объединение «Азерколхозларарасысагламлыг»

### Членские организации КПА
1. Совет Профсоюзов Нахичеванской Автономной Республики
2. Профсоюз работников авиации
3. Профсоюз работников автотранспорта и дорожного хозяйства
4. Свободный Профсоюз работников Национальной Академии наук Азербайджана
5. Профсоюз работников муниципалитетов
6. Профсоюз работников АО «Baku steel company»
7. Независимый Профсоюз железнодорожников
8. Профсоюз работников морского транспорта
9. Профсоюз работников государственных учреждений и общественного обслуживания
10. Профсоюз работников электроэнергетики и электротехнической промышленности
11. Профсоюз работников Министерства Чрезвычайных Ситуаций
12. Профсоюз работников культуры
13. Профсоюз строителей «Иншаат-Иш»
14. Федерация профсоюза «Кенд-Гида-Иш»
15. Федерация профсоюза металлистов Азербайджана «Метал-Иш»
16. Федерация профсоюзов «Хидмят — Иш»
17. Профсоюз работников оборонной промышленности Азербайджана
18. Объединение профсоюза работников метрополитена
19. Профсоюз работников нефтяной и газовой промышленности
20. Независимый профсоюз работников связи
21. Профсоюз предпринимателей, научных и научно- производственных предприятий
22. Профсоюз работников здравоохранения
23. Профсоюз работников экологии и природных ресурсов
24. Профсоюз работников водного хозяйства
25. Свободный профсоюз работников образования
26. Профсоюз работников текстильный и легкой промышленности
27. Профсоюз работников Президентского Аппарата
28. Профсоюз работников Кабинета Министров[11]

### Председатели
- Саттар Мехбалыев (6 февраля 1993 — 26 августа 2024)[12][13][14][15]
- Сахиб Мамедов[азерб.] (с 26 августа 2024)[15]